# ريتشارد إرنست كونزي
ريتشارد إرنست كونزي (بالإنجليزية: Richard Ernest Kunze)‏ هو عالم نبات وطبيب أمريكي، ولد في 7 أبريل 1838، وتوفي في 1919.